# 张垍
张垍（？—？），河南府洛阳县（今河南省洛阳市东）人，祖籍范阳郡方城县（今河北省固安县），张说次子，张均之弟。

## 生平
张垍娶唐玄宗女宁亲公主。拜驸马都尉，深得玄宗恩宠，特许在宫中置内宅，赏赐珍玩，不可胜数。开元二十六年（738年），张垍以太常少卿入翰林院为学士。李白供奉翰林时，张垍亦为翰林学士。张垍进谗言贬逐李白，而不是《酉阳杂录》记载的高力士谗言贬逐李白。天宝四载（745年），授兵部侍郎，后转太常卿，仍入翰林院掌诰命，後为中书舍人。天宝十三载（754年），安禄山入朝求为平章事，唐玄宗想要任用他为相，命张垍草制，杨国忠以安禄山不识文字谏阻。安禄山归范阳后，心怀不轨，杨国忠诬以张垍告密，唐玄宗大怒，尽逐张均兄弟，以张均为建安司马，张垍为卢溪郡（今湖南泸溪）司马。同年召还，拜太常卿。安禄山反唐，安史之乱时，张垍、张均自往投靠，受安禄山伪命，张垍与陈希烈为安禄山的宰相。至德二载（757年）唐朝收复长安之后，唐肃宗想要免除张均、张垍的死罪，玄宗说；“ 张均、张垍兄弟投降叛军，被委以要职。张均还在叛军面前诋毁我们家中的事，罪不能赦。”唐肃宗叩头再拜：“我不是因为张说与张均、张垍父子的保护，就不会有今天。我若是不能救张垍、张均兄弟，如果死者灵魂不死，我有何面目在九泉之下去见张说！”说着伏地流涕。玄宗命令左右的人把肃宗扶起说：“因为你的请求，张均流放到岭表，张垍罪大，不可饶恕，你不要再为他求情了。”肃宗涕泣而服从了玄宗的命令。《全唐诗》存诗一首。他的女儿张氏与建宁王李倓冥婚，为恭顺皇后。其子张渙、张岱。

## 家族
- 父亲：张说
- 母亲：元□（元怀景之女）
- 大哥：张均
- 三弟：张埱
- 妻子：宁亲公主
- 长子：张峘，儿媳：□氏
- 次子：张岱，儿媳：□氏
- 长女：张□（早夭），（冥婚）女婿：承天皇帝
- 次女：张□，女婿：郑泌